# Nguồn gốc phôi học của miệng và hậu môn

Nguồn gốc phôi học của miệng và hậu môn là một đặc tính quan trọng chia động vật đối xứng hai bên thành hai nhánh: động vật có miệng nguyên sinh và động vật có miệng thứ sinh.
Ở những động vật có độ phức tạp từ giun đất trở đi, miệng phôi sẽ được hình thành từ một phía của phôi; sau đó nó dần sâu vào tạo thành ống tiêu hoá nguyên thủy. Những động vật này được gọi là động vật nguyên khẩu. Còn ở những loài động vật hậu khẩu, tức những động vật có độ phức tạp thấp hơn, lỗ ban đầu sẽ thành lỗ hậu môn, còn cái ống xuyên qua phôi tạo thành lỗ miệng ở đầu kia.
Ban đầu người ta cho rằng phôi khẩu của động vật nguyên khẩu hình thành nên miệng và hậu môn được tạo sau đó, khi phôi khẩu xuyên sâu qua phôi. Nhưng những nghiên cứu gần đây đã chỉ ra rằng còn rất nhiều điều chúng ta chưa thể chắc chắn về sự hình thành miệng của động vật nguyên khẩu. Acocelomorpha, một họ hàng gần của động vật đối xứng hai bên, chỉ có một miệng dẫn tới ống tiêu hóa cụt (không có hậu môn). Những gene biểu hiện trong quá trình hình thành miệng của giun dẹp, động vật thứ khẩu và động vật nguyên khẩu đều giống nhau, chứng tỏ rằng đây là các cấu trúc tương đồng (tiến hoá phân kì), và rằng ý tưởng ban đầu về sự hình thành miệng của động vật nguyên khẩu là đúng. Một cách khác để tạo hai lỗ trong hình thành phôi vị là amphistomy, xuất hiện ở một số động vật bao gồm giun tròn.
Ở loài người, sự tạo lỗ hậu môn và lỗ miệng lần lượt diễn ra ở tuần 8 và tuần 4. Khi cả hai lỗ hoàn thành, sinh vật trở thành một hình xuyến tô pô.

## Nguồn gốc tiến hoá
Động vật đối xứng hai bên rất có thể có tổ tiên đối xứng toả tròn. Có những ý kiến cho rằng phôi khẩu ban đầu là mặt tiêu hoá của động vật đối xứng tròn rồi khéo dài qua đầu kia tạo ra hậu môn (và từ đó thành động vật đối xứng hai bên). Thuyết này hợp lí với mô hình "gấp vào" của hình thành ống tiêu hoá, nhưng một cách nhìn khác cho rằng phôi khẩu di chuyển đến đầu kia của sinh vật tổ tiên, rồi mới sâu vào để hình thành ống tiêu hoá cụt. Thuyết này thì lại hợp lí với Xenacoelomorpha, họ hàng gần của động vật nguyên khẩu và hậu khẩu. Câu chuyện này phức tạp hơn một xíu vì miệng phôi không trực tiếp tạo thành miệng những loài giun này. Điều này thế hiện rằng tổ tiên chung gần nhất của động vật đối xứng hai bên (Urbilaterian) cũng có cấu trúc ống tiêu hoá tương tự, và lỗ miệng tiến hoá trước lỗ hậu môn.
Không dễ để chỉ ra chính xác con đường tiến hóa từ ông tiêu hóa cụt  thành ống tiêu hóa thông hai đầu. Cơ chế di truyền của sự hình thành hậu môn không giống nhau ở các nhóm, thể hiện rằng cơ quan "hậu môn" đã tiến hoá nhiều lần ở nhiều nhóm khác nhau (tiến hóa hội tụ). Các nhà khoa học vẫn đang nghiên cứu vấn đề này để phác được một bước tranh chung hoàn chỉnh.
Phôi người phát triển theo một cách khác. Màng miệng - hầu được tạo ra ở ruột trước và nó được đục lỗ vào tuần thứ tư, tạo ra miệng nguyên thủy. Con màng ổ nhớp được tạo ở ruột sau và đến tuần thứ 8th mới đục lỗ, tạo thành hậu môn nguyên thủy; sau khi lỗ miệng đã được tạo ra.

## Nguồn tham khảo
1. 1 2 3 4 5 6 7 8  Hejnol, A.; Martindale, M.Q. (tháng 11 năm 2008). “Acoel development indicates the independent evolution of the bilaterian mouth and anus”. Nature. 456 (7220): 382–6. doi:10.1038/nature07309. PMID 18806777.
2. ↑  A. Hejnol M. Q. Martindale. “The mouth, the anus, and the blastopore - open questions about questionable openings”.  Trong M. J. Telford; D. T. J. Littlewood (biên tập). Animal Evolution — Genomes, Fossils, and Trees. tr. 33–40.
3. ↑  “Amphistomy - Contributions to Zoology”. Bản gốc lưu trữ ngày 5 tháng 9 năm 2017. Truy cập ngày 11 tháng 5 năm 2022.
4. ↑  Martín-Durán, José M. (2012). “Deuterostomic Development in the Protostome Priapulus caudatus”. Current Biology. 22 (22): 2161–2166. doi:10.1016/j.cub.2012.09.037. PMID 23103190.
5. 1 2  http://www.columbia.edu/itc/hs/medical/humandev/2004/Chapt18-Endoderm.pdf ENDODERMAL DERIVATIVES, FORMATION OF THE GUT AND ITS SUBSEQUENT ROTATION, Gershon, M. pages 18-3 - 18-13
6. ↑  Hejnol, A., Obst, M., Stamatakis, A., Ott, M., Rouse, G. W., Edgecombe, G. D., et al. (2009). Assessing the root of bilaterian animals with scalable phylogenomic methods. Proceedings of the Royal Society, Series B, 276, 4261–4270.
7. ↑  Cannon, J.T.; Vellutini, B.C.; Smith, J.; Ronquist, F.; Jondelius, U.; Hejnol, A. (4 tháng 2 năm 2016). “Xenacoelomorpha is the sister group to Nephrozoa”. Nature. 530 (7588): 89–93. doi:10.1038/nature16520. PMID 26842059.